# Wydatek
Wydatek – w ujęciu ekonomicznym jest to rozchód środków pieniężnych w różnych formach:
- gotówką ze środków pochodzących z zaliczki lub bezpośrednio z kasy,
- bezgotówkowej z rachunku bankowego

jednostki gospodarczej w związku z regulowaniem różnych zobowiązań (np. spłata kredytu, zapłata za usługę lub dostawę) lub przekazaniem środków pieniężnych w postaci darowizny. Nie każda wypłata środków z rachunku bankowego jest wydatkiem, ponieważ pobranie środków do kasy czy w postaci zaliczki nie reguluje zobowiązania. Odprowadzenie środków z kasy do banku nie stanowi wydatku, ponieważ w takim przypadku nie płacimy za zrealizowaną dostawę, czy wykonaną usługę, a stan środków pieniężnych nie ulega zmianie. Uregulowanie zobowiązania w wyniku potrącenia (kompensaty) nie jest wydatkiem. Nie można utożsamiać wydatku z kosztem, ponieważ wydatek powstaje z chwilą zapłaty (pieniądzem), a koszt w chwili zużycia nakładów. Relacje między kosztem, a wydatkiem są takie, że są wydatki, które nie są kosztami (np. spłata raty pożyczki) oraz koszty niebędące wydatkami (np. amortyzacja środków trwałych otrzymanych nieodpłatnie). Wydatek nie wynika ze zużycia czynników produkcji.